# 叶夫根尼·佐洛托伊
叶夫根尼·斯捷潘诺维奇·佐洛托伊（1999年9月9日—），白俄罗斯男子赛艇运动员，2017年欧洲U23赛艇锦标赛男子轻量级四人双桨银牌得主、2019年欧洲U23赛艇男子四人双桨金牌得主、2021年欧洲U23赛艇男子四人双桨银牌得主、2024年夏季奥林匹克运动会男子单人双桨银牌得主。